# Johnny O'Connell
Johnny O'Connell (Poughkeepsie, New York, 24 juli 1962) is een Amerikaans autocoureur. Hij is drievoudig kampioen in de American Le Mans Series en viervoudig kampioen in de Pirelli World Challenge. In 1994 won hij de 12 uur van Sebring, en in 2001 won hij de 24 uur van Daytona.

## Carrière
O'Connell begon zijn autosportcarrière in de Formule Vee in 1986. In 1987 stapte hij over naar de Formule Atlantic, waarin hij direct kampioen werd. In 1989 debuteerde hij in de American Racing Series bij het team C.P. Racing. Hij behaalde een podiumfinish op Road America, voordat hij de seizoensfinale op Laguna Seca wist te winnen. Met 72 punten werd hij zevende in het kampioenschap. In 1990 reed hij enkel de race op het Stratencircuit Long Beach voor R & K Racing, waarin hij vijfde werd, en de seizoensfinale op Laguna Seca bij Essex Racing, die hij als zevende afsloot. In 1991, toen het kampioenschap van naam wijzigde naar Indy Lights, reed hij in de eerste zes races bij het Team Milkhouse. Een vierde plaats bij zijn laatste optreden in Cleveland was zijn beste klassering en hij werd met 37 punten elfde in de eindstand.
In 1992 debuteerde O'Connell in de IMSA GT, waarin hij in 1993 en 1994 tweede werd in de GTS1-klasse achter respectievelijk Tommy Kendall en Steve Millen. In 1994 debuteerde hij ook in de 24 uur van Le Mans bij het team Clayton Cunningham Racing en won hij direct de IMSA GTS-klasse, samen met Millen en John Morton. Ook won hij met deze coureurs dat jaar de 12 uur van Sebring. Hij bleef een aantal jaren actief in de IMSA GT, maar behaalde hierin geen grote successen meer. In 1996 debuteerde hij in de nieuwe Indy Racing League bij het team Cunningham Racing. Zijn beste resultaat was dat jaar een vijfde plaats op de Phoenix International Raceway. In de Indianapolis 500 viel hij met technische problemen uit. Hij werd negende in het klassement met 192 punten. In het seizoen 1996/97 schreef hij zich in voor drie races bij de teams Treadway Racing en A.J. Foyt Enterprises, maar kwam slechts een keer aan de start. Op de Las Vegas Motor Speedway viel hij uit, terwijl hij zich niet wist te kwalificeren voor de Indianapolis 500. Met 23 punten werd hij veertigste in de eindstand.
In 1999 debuteerde O'Connell in de nieuwe American Le Mans Series (ALMS). Samen met Jan Magnussen won hij de race op het Mosport Park, en hij eindigde als zevende in het kampioenschap, alvorens hij in 2000 tiende werd. In 2001 kreeg hij een contract als fabriekscoureur van Corvette. Hij begon het seizoen met de overwinning in de 24 uur van Daytona, die hij deelde met Ron Fellows, Chris Kneifel en Franck Fréon. In de ALMS behaalde hij samen met Fellows vijf zeges, maar omdat hij een aantal races miste, werd hij slechts vierde in de eindstand. In de 24 uur van Le Mans won hij samen met Fellows en Scott Pruett de GTS-klasse. In 2002 won hij zeven races in de ALMS, maar omdat hij opnieuw een race miste, werd Fellows in zijn eentje tot kampioen gekroond. Wel won hij opnieuw de GTS-klasse van de 24 uur van Le Mans, samen met Fellows en Oliver Gavin.
In 2003 werd O'Connell voor het eerst kampioen in de GTS-klasse van de ALMS met drie overwinningen, iets wat hij in 2004 herhaalde met vijf zeges. In beide jaren behaalde hij binnen deze klasse ook een podiumplaats in de 24 uur van Le Mans. In 2005 won hij met Fellows drie races in de ALMS, maar moest hij de titel laten aan zijn teamgenoten Gavin en Olivier Beretta. In Le Mans kwam hij wederom op het podium terecht. In 2006 won hij in de ALMS enkel de race op Road America en werd hij vierde in de eindstand. In 2007 won hij met zijn nieuwe teamgenoot Jan Magnussen drie races in de ALMS en eindigde hij achter Gavin en Beretta als tweede in het klassement. In Le Mans werd hij met Magnussen en Fellows tweede in de GT1-klasse.

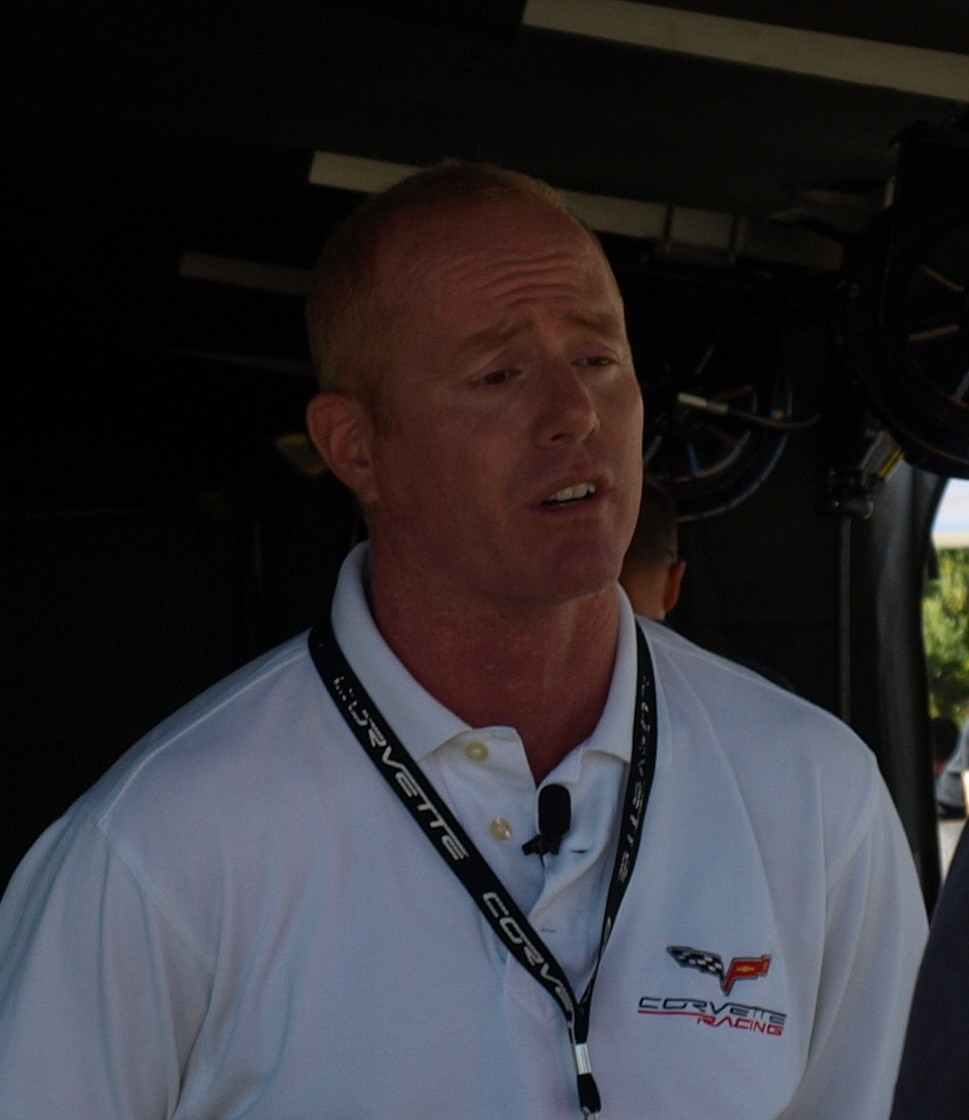
Johnny O'Connell op Road Atlanta in 2008.

In 2008 behaalde O'Connell zijn derde kampioenschap in de ALMS, waarin hij samen met Magnussen acht van de elf races won. Verder werd hij met Magnussen en Fellows wederom tweede in de 24 uur van Le Mans. In 2009 reed Corvette enkele races in de GT1-klasse, terwijl zij het grootste deel van het seizoen in de GT2-klasse uitkwamen. Hierdoor miste O'Connell een aantal races en had hij zo geen goede kans om zijn titel te verdedigen. Desondanks won hij wel een race op Mosport en werd hij zesde in het eindklassement. Verder behaalde hij met Magnussen en Antonio García de overwinning in de GT1-klasse van de 24 uur van Le Mans. In 2010 reed hij zijn laatste volledige seizoen in de ALMS, waarin hij met twee podiumplaatsen negende werd.
In 2011 stapte O'Connell over naar de Pirelli World Challenge, waarin hij voor het fabrieksteam van Cadillac uitkwam in de GT-klasse. Hij won twee races op de Mid-Ohio Sports Car Course en Road Atlanta en werd zo achter Patrick Long tweede in de eindstand. Tussen 2012 en 2015 werd hij ieder jaar kampioen in de klasse, met respectievelijk drie, vijf, drie en vier overwinningen. Daarnaast maakte hij in 2013 zijn NASCAR-debuut in de Nationwide Series bij het team JR Motorsports in de race op Road America, waarin hij als twaalfde eindigde. In 2016 verloor hij zijn titel in de Pirelli World Challenge aan Álvaro Parente, terwijl hij zelf met drie zeges vierde werd. In 2017 kwam hij niet verder dan vijf podiumplaatsen en werd hij zesde in de eindstand. In 2018 reed hij nog twee races in de GTS ProAm-klasse, waarna hij zijn carrière als autocoureur beëindigde.